# 聖公會聖保羅堂 (高雄市)

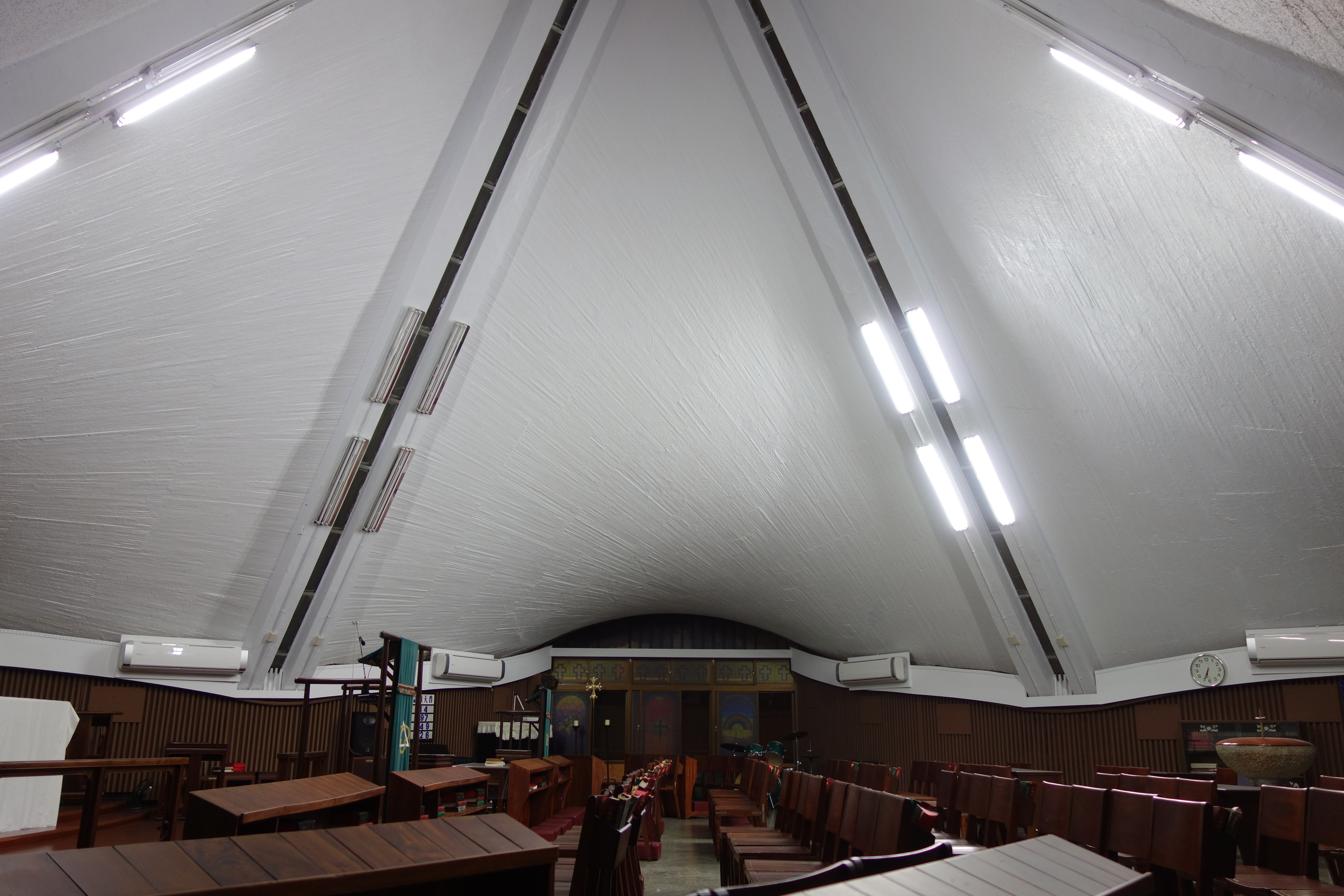
聖保羅堂內部

聖公會聖保羅堂是台灣聖公會於1965年在高雄市成立的一所禮拜堂，主建築為陳其寬與沈祖海所設計。
地點在三民區自強一路與河北二路交叉口，臨靠幸福川（二號運河）。該堂附設一所幼稚園。
目前之堂牧是蔡靜儀牧師。

## 禮拜時間
以下時間以當地時間（臺灣時間）為準
- 華語崇拜——主日 10:00（AM）

## 交通資訊

### 高雄市公車
- 三民國小站：

搭乘88建國幹線或紅27路於本站下車，步行直行建國三路右轉自強一路即可到達
- 三民市場站：

搭乘33路、82路、168西路或內惟幹線218路於本站下車，步行直行中華三路右轉河北二路即可到達

## 外部連結
22°38′05″N 120°17′31″E / 22.6348552°N 120.2919113°E
- 臺灣聖公會聖保羅堂Facebook專頁 （页面存档备份，存于）
- 台灣聖公會聖保羅堂 （页面存档备份，存于）